# 岡山市立上南中学校
岡山市立上南中学校（おかやましりつ じょうなんちゅうがっこう）は、岡山県岡山市東区金田にある公立中学校。

## 沿革
- 1947年（昭和22年）：上道郡金田村外三ヶ村学校組合立上南中学校として開校。
- 1948年（昭和23年）：現在地へ移転。
- 1953年（昭和28年）：西大寺市立上南中学校に改称。
- 1969年（昭和44年）：岡山市立上南中学校に改称。

## 校訓
- 向学・敬愛・剛健

## 部活動
- 美術部
- バドミントン部
- 野球部
- ソフトテニス部
- バレーボール部
- 音楽部
- 陸上競技部

## 通学区域が隣接している学校
- 岡山市立山南学園
- 岡山市立西大寺中学校
- 岡山市立旭東中学校
- 岡山市立富山中学校
- 岡山市立操南中学校
- 岡山市立光南台中学校 （児島湾を挟んで隣接。）